# Innominata

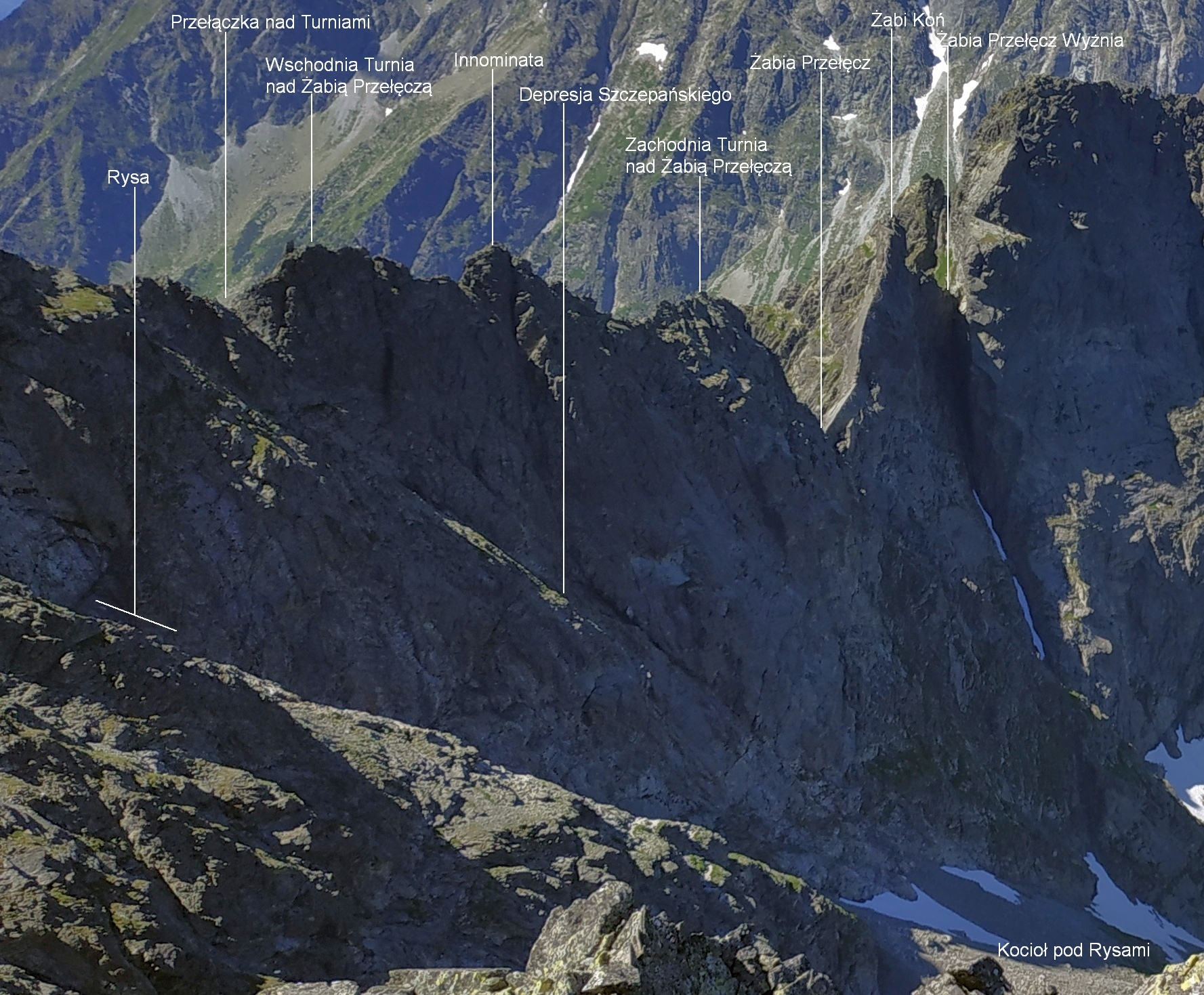
Widok z Niżnich Rysów

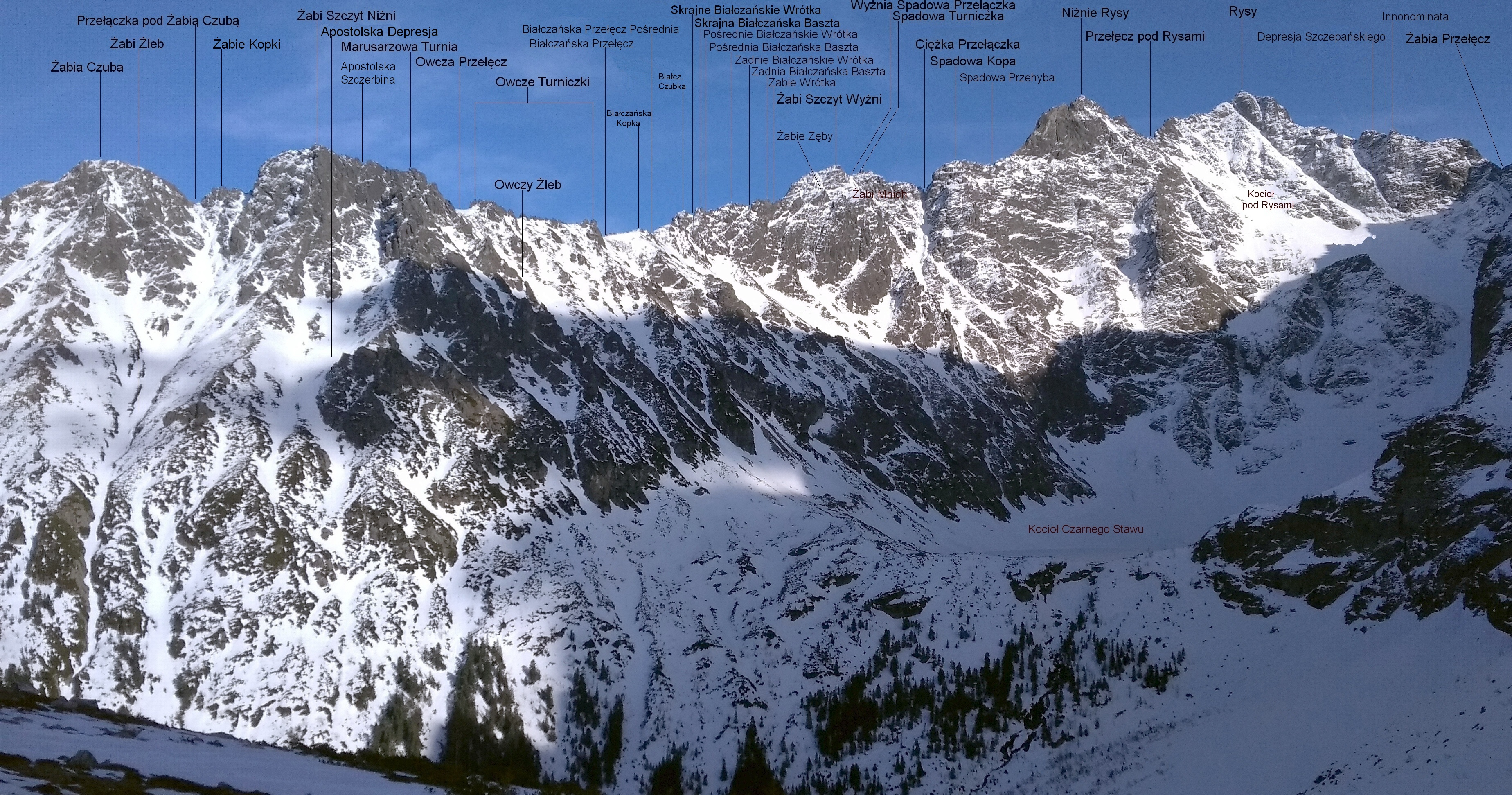
Innominata po prawej stronie Rysów

Innominata (niem. Mittlerer Meeraugturm, słow. Prostredná Veža nad Žabím sedlom, węg. Középső-Tengerszem-torony, ok. 2325 m) – turnia w zachodniej grani Rysów w Tatrach. Jest to grań główna Tatr Wysokich, którą biegnie granica polsko-słowacka. Na odcinku między północnym szczytem Rysów a Żabią Przełęczą znajdują się trzy uskoki oddzielone płytkimi przełączkami. Najbardziej wybitny z nich to środkowy – turniczka Innominata. Słowacki taternik Arno Puškáš uskokom tym nadał nazwy: Východná, Prostredná i Zapádná Veža nad Žabím sedlom, co później przetłumaczono na język polski jako Wschodnia Turnia nad Żabią Przełęczą, Pośrednia Turnia nad Żabią Przełęczą i Zachodnia Turnia nad Żabią Przełęczą. Od szczytu Rysów turnie te oddzielone są Przełączką nad Turniami (Štrbina nad vežami). Tymczasem najbardziej wybitna Pośrednia Turnia nad Żabią Przełęczą miała już w latach 60. XX wieku nazwę nadaną przez taterników – Innominata. Władysław Cywiński optuje za pozostawieniem tej nazwy, jako już utrwalonej, równocześnie uważa, że pozostałe dwa uskoki są tak niewybitne, że nie warto im nadawać nazw. Nazwa Innominata może wzbudzać u językowych purystów oburzenie, istnieje bowiem uchwała o nadawaniu obiektom tatrzańskich nazw ludowych. W. Cywiński uważa jednak, że oburzenie to byłoby niesłuszne; Duch i litera uchwały pozostają nienaruszone: tak mówi lud w dolinie Aosty.
Z Innominaty na północ opada wybitny filar, którego podstawa znajduje się tuż po prawej stronie wylotu Depresji Szczepańskiego.

## Drogi wspinaczkowe
1. Zachodnią granią z Żabiej Przełęczy; II, na krótkim odcinku IV w skali tatrzańskiej, czas przejścia 1 godz.[2] Pierwsze przejście granią: Kazimierz Mejer i Edward Schechtel 5 sierpnia 1907 r. Pierwsze przejście zimowe: Elżbieta Skibniewska (Czabańska) i Karol Jakubowski 21 kwietnia 1949 r.[4]
2. Prawą częścią ściany Innominaty i zachodnią granią; VI, miejsce A1, czas przejścia 3 godz. 30 min. Jest to droga o dużej ekspozycji litą skałą. Pierwsze przejście: Janusz Mączka, Marek Nowicki i Janusz Onyszkiewicz 13 września 1969[2]
3. Północnym filarem Innominaty i zachodnią granią; V-, 3 godz. 30 min Skała lita[2].